# Чемпіонат України з легкої атлетики в приміщенні серед юніорів 1993
Першість України з легкої атлетики серед юніорів 1993 року була проведена 30-31 січня в Донецьку.
Юніорська першість з легкоатлетичних багатоборств була розіграна окремо, 23-24 січня, у Броварах.

## Призери

### Юніори
| Дисципліни                | Золото                     | Золото  | Срібло                       | Срібло | Бронза                   | Бронза  |
| ------------------------- | -------------------------- | ------- | ---------------------------- | ------ | ------------------------ | ------- |
| 60 метрів                 |                            |         |                              |        |                          |         |
| 200 метрів                |                            |         |                              |        |                          |         |
| 400 метрів                | Валентин Кульбацький (Днц) | 49,46   |                              |        |                          |         |
| 800 метрів                |                            |         |                              |        |                          |         |
| 1500 метрів               |                            |         |                              |        |                          |         |
| 3000 метрів               | Руслан Головко (Кв)        | 8.39,96 |                              |        | Микола Захаров (АР Крим) | 8.43,24 |
| 60 метрів з бар'єрами     | Андрій Шашкін (Квм)        | 8,07    | Олександр Тищенко (АР Крим)  | 8,16   |                          |         |
| 2000 метрів з перешкодами |                            |         |                              |        | Іван Маріонда (Мк)       | 5.55,38 |
| Ходьба 5000 метрів        |                            |         |                              |        |                          |         |
| Стрибки у висоту          | Олександр Журавльов (Жт)   | 2,10    | Володимир Чередниченко (Днц) | 2,05   | Тарас Фурман (Вн)        | 2,05    |
| Стрибки з жердиною        | Олександр Симахін (Днц)    | 5,00    |                              |        | Олександр Єременко (Квм) | 4,80    |
| Стрибки у довжину         | Валерій Волик (Днп)        | 7,53    | Костянтин Булах (Хрк)        | 7,32   | В'ячеслав Корнійчук (Рв) | 7,16    |
| Потрійний стрибок         | Віталій Шевчук (Вн)        | 15,49   | Сергій Ізмайлов (Тр)         | 15,33  | Валерій Волик (Днп)      | 15,15   |
| Штовхання ядра            | Юрій Білоног (Хрс)         | 18,39   | Василь Вірастюк (ІФ)         | 16,11  | Віталій Чуба (Тр)        | 15,49   |
| Семиборство               | Олександр Юрков (Днп)      | 4951    | Вадим Голомазов (Кв)         | 4943   | Віталій Петрук (Кв)      | 4930    |

### Юніорки
| Дисципліни                | Золото                 | Золото   | Срібло                  | Срібло  | Бронза                   | Бронза |
| ------------------------- | ---------------------- | -------- | ----------------------- | ------- | ------------------------ | ------ |
| 60 метрів                 | Алла Коба (Вн)         | 7,58     | Оксана Гуськова (Хрк)   | 7,60    |                          |        |
| 200 метрів                | Тетяна Ткаліч (Днп)    | 25,07    | Наталія Ряпіна (Од)     | 25,86   |                          |        |
| 400 метрів                |                        |          | Олена Сафронова (Днц)   | 58,82   | Ірина Фролова (Тр)       | 59,21  |
| 800 метрів                |                        |          | Наталія Вітряк (Крв)    | 2.12,33 |                          |        |
| 1500 метрів               |                        |          |                         |         |                          |        |
| 3000 метрів               |                        |          |                         |         |                          |        |
| 60 метрів з бар'єрами     |                        |          |                         |         |                          |        |
| 1500 метрів з перешкодами | Тетяна Філенко (Хрс)   | 6.08,15  |                         |         |                          |        |
| Ходьба 3000 метрів        | Неля Кушнір (Тр)       | 14.12,16 |                         |         |                          |        |
| Стрибки у висоту          |                        |          |                         |         | Наталія Шимон (Тр)       | 1,83   |
| Стрибки у довжину         | Іоланта Хропач (Хрк)   | 6,20     | Олена Загоровська (Днп) | 6,08    | Євгенія Черкасова (Кв)   | 5,77   |
| Потрійний стрибок         | Ольга Бойко (Днц)      | 13,23    | Олена Загоровська (Днп) | 13,03   | Юлія Привалова (АР Крим) | 12,72  |
| Штовхання ядра            | Юлія Савченко (Пл)     | 14,30    | Наталія Лазор (Хрс)     | 14,12   | Інна Жигалова (Лг)       | 13,99  |
| П'ятиборство              | Людмила Коваленко (Кв) | 3936     | Оксана Белан (Од)       | 3766    | Вікторія Постемська (Вн) | 3742   |